# Hyadina bulbosa
Hyadina bulbosa är en tvåvingeart som beskrevs av Clausen 1989. Hyadina bulbosa ingår i släktet Hyadina och familjen vattenflugor. Inga underarter finns listade i Catalogue of Life.